# Џастин Рајт

Џастин Рајт (енгл. Justin Wright; Бостон, 3. јун 1996) амерички је пливач чија специјалност су трке делфин стилом на 200 метара.

## Спортска каријера
Међународну каријеру започео је током 2017. учешћем на Универзијади у Тајпеју где је у трци на 200 метара делфин заузео 6. место.
На светским првенствима дебитовао је у корејском Квангџуу 2019. где је наступио у трци на 200 делфин коју је окончао на 18. месту у квалификацијама, а време од 1:57,18 му је обезбедило наступ на америчким трајалсима за ЛОИ 2020. у Токију.